# Мирное (Лутугинский район)
Мирное (укр. Мирне) — посёлок в Лутугинском районе Луганской области Украины. Де факто — с 2014 года населённый пункт контролируется самопровозглашённой Луганской Народной Республикой. Входит в Успенский поселковый совет.

## География
Соседние населённые пункты: сёла Новобулаховка и Азаровка (заброшено) на юге, Малониколаевка и Захидное (Антрацитовского района) на юго-западе, Елизаветовка на западе, Малая Юрьевка, Иллирия, Ушаковка, Захидное (Лутугинского района) на северо-западе, посёлки Новопавловка и Ясное на севере, Успенка на северо-востоке, село Круглик на юго-востоке.

## Население
Население по переписи 2001 года составляло 5 человек.

## Общие сведения
Почтовый индекс — 92006. Телефонный код — 6436. Занимает площадь 0,031 км².

## Местный совет
92006, Луганская обл., Лутугинский р-н, пгт. Успенка, м-н. Борцов Революции, 35.